# Capriccio (Balakirev)
Il Capriccio in re maggiore è un'opera per pianoforte di Milij Alekseevič Balakirev.

## Storia della composizione
Balakirev compose il suo Capriccio il 14 aprile 1902 (27 aprile secondo il calendario gregoriano). Il lavoro fu pubblicato nello stesso anno a Lipsia da Julius Heinrich Zimmermann, l'editore ideale, secondo Balakirev che lo aveva conosciuto nel 1899.

## Struttura della composizione
Il pezzo è caratterizzato da una forma ad arco (ABCBA) e dalla presenza di pedali armonici prolungati, che sono un tratto distintivo di Balakirev.